# 엘리아 카잔
엘리아 카잔(영어: Elia Kazan 일리아 커잰[*], 영어 발음: /ˈiːliə kəˈzæn/ 1909년 9월 7일 ~ 2003년 9월 28일)은 미국의 영화 감독, 연극 연출자이다. 그리스계 이민자 출신으로서 본명은 일리아스 카잔조글루(그리스어: Ηλίας Καζαντζόγλου)이다.

## 생애
엘리아 카잔은 1909년 튀르키예 이스탄불에서 그리스계 이민자 부모로부터 태어났다. 아버지는 튀르키예의 카이세리 출신자였고, 어머니는 영국의 맨체스터에서 목화를 수입하여 소매상들에게 판매를 하는 방식의 도매업을 하는 이스탄불 지역 주민이었다. 카잔 가족은 1913년 미국으로 이민을 갔고, 뉴욕 시에서 깔개 장사를 하며 정착을 하였다. 엘리아는 매사추세츠주에 있는 윌리엄스 대학교(Williams College)를 다닌 뒤 예일 대학교 드라마 스쿨로 진학을 하여 본격적으로 연극, 영화 분야에 대해 공부하였다. 브로드웨이에서 <욕망이라는 이름의 전차> <뜨거운 양철지붕 위의 고양이> <모두가 나의 아들들> 같은 작품들을 연출하며 연출자로 명성을 쌓은 카잔은 할리우드 영화 감독으로도 점차 이름을 알렸다.
그는 1951년 <욕망이라는 이름의 전차>를 영화로 만들어 말론 브란도와 비비안 리라는 스타를 발굴해 낸다.

## 반미활동조사위원회 시절
매카시즘 광풍이 몰아치던 1947년에 미국에선 반미활동조사위원회가 나타난다.
이 곳은 미국의 국익에 어긋나는 공산주의자들을 소탕한다는 목표로 세워진 위원회다.
평소 사회 비판적 영화들을 많이 생산해 낸 엘리아 카잔은 이곳에 출두하였는데, 이미 공산당 활동가 명단을 갖고 있는 매카시가 확인을 요구하자 확인해준다. 이미 엘리아 카잔은 "가난한 스탭들의 월급을 자기들의 활동비로 빼앗아가던 공산주의자들에게 환멸"을 느낀 상태이고, 자신들이 노골적으로 활동했으면서 확인해주지 않을 필요를 느끼지 못했다고 한다. 
1999년 그가 제 71회 아카데미 시상식에서 평생공로상을 수상했을 때 일부 영화인들은 박수대신 냉담한 시선으로 응답했고, 시상식장 밖에서는 그의 수상을 반대하는 시위까지 벌어졌다. 한때 엘리아 카잔과 절친한 사이였지만 매카시즘에 휘말려 블랙리스트에 올랐고 20년 동안 감독 생활을 하지 못했던 시나리오 작가 에이브러햄 폴론스키는 "나는 누가 저자를 좀 쏴 줬으면, 하면서 지켜보고 있을 거다. 두말할 것도 없이 지루한 저녁의 스릴이 되겠지"(I'll be watching, hoping someone shoots him. It would no doubt be a thrill in an otherwise dull evening.)라고 분노 서린 말을 했을 정도였다.

## 일부 영화 목록
- 욕망이라는 이름의 전차 (1951년), 역할: 감독
- 혁명아 자파타 (1952년), 역할: 감독
- 워터프론트 (1954년), 역할: 감독
- 라스트 타이쿤(1976년), 역할: 감독
- 방문자들(1972년), 역할: 감독
- 열망(1969년), 역할: 각본, 제작, 원작, 감독

## 수상 경력
- 1999년 71회 아카데미상 공로상
- 1996년 베를린 국제 영화제 명예 황금공상
- 1986년 39회 미국 감독 조합상 공로상
- 1982년 35회 미국 감독 조합상 명예상
- 1964년 12회 산 세바스티안 국제 영화제 황금 조개상 (아메리카 아메리카)
- 1958년 토니상 감독상 (뜨거운 양철 지붕 위의 고양이)
- 1955년 제27회 미국 아카데미 시상식 감독상 (워터프론트)
- 1955년 08회 칸 영화제 작품상 (에덴의 동쪽)
- 1954년 18회 베니스 영화제 은사자상, 이탈리아 영화 평론가상 (워터프론트)
- 1954년 07회 미국 감독 조합상 영화 부문 감독상 (워터프론트)
- 1954년 20회 뉴욕 비평가 협회상 감독상 (워터프론트)
- 1951년 15회 베니스 영화제 심사위원특별상 (욕망이라는 이름의 전차)
- 1951년 17회 뉴욕 비평가 협회상 감독상 (욕망이라는 이름의 전차)
- 1949년 토니상 감독상 (세일즈맨의 죽음)
- 1948년 20회 미국 아카데미 시상식 감독상 (신사협정)
- 1947년 토니상 감독상 (모두가 나의 아들)
- 1947년 13회 뉴욕 비평가 협회상 감독상 (신사협정)